# Teoria
Il termine teoria (dal greco θεωρέω theoréo "guardo, osservo", composto da θέα thèa, "spettacolo" e ὁράω horào, "vedo") indica, nel linguaggio comune, un'idea nata in base ad una qualche ipotesi, congettura, speculazione o supposizione, anche astratte rispetto alla realtà. La stessa etimologia si trova nel termine teoresi anch'esso col significato di opposto alla prassi, ma mentre la teoria può prevedere o auspicare un'applicazione pratica, la teoresi la esclude a priori.

## Storia del termine
Il lemma teorìa  (ϑεωρία) originariamente nell'antica Grecia indicava una delegazione composta di teori (ϑεωρός) che erano inviati speciali di una città per compiere una missione di carattere religioso, come consultare un oracolo o assistere a cerimonie religiose. Il termine fu poi usato per indicare gli spettatori o magistrati.

## Significato
Nella scienza, una teoria è un insieme interconnesso di ipotesi, enunciati e proposizioni con lo scopo in genere di spiegare fenomeni naturali o più in generale di formulare sistematicamente i principi di una disciplina scientifica. 
In fisica, il termine teoria indica tipicamente un complesso di equazioni matematiche derivate da un piccolo insieme di principi basilari, capace di predire il risultato degli esperimenti in una certa categoria di sistemi fisici. Ne è un esempio la "teoria elettromagnetica", che è in genere assunta come sinonimo di elettromagnetismo classico, i cui risultati possono essere derivati dalle equazioni di Maxwell.
Il termine teorico, se impiegato per descrivere un certo fenomeno, spesso implica che un risultato particolare è stato predetto da una teoria, ma non è stato ancora osservato o confermato sperimentalmente. Per esempio, fino a poco tempo fa i buchi neri erano considerati teorici. Non è insolito nella storia della fisica che una teoria faccia previsioni poi confermate dagli esperimenti.
La teoria è oggetto di studio anche della filosofia teoretica, che ne accentua il carattere speculativo astratto e l'assenza di ogni riferimento alla pratica. Come materia di studio accademico, la teoretica tratta i problemi generali concernenti la conoscenza nei suoi aspetti fondamentali e avanza una ricerca metodologica delle teorie generali, simili ma non coincidenti a quelle della metafisica, ossia della realtà nella sua interezza.

### Modelli
Gli esseri umani costruiscono teorie per spiegare, predire e comprendere appieno vari fenomeni (per esempio, oggetti inanimati, eventi, il comportamento degli animali). In molti casi si tratta di modelli della realtà e dunque non di teorie. Un modello, infatti, può includere proposizioni su eventi singolari o descritti qualitativamente, mentre una teoria è un insieme di proposizioni aventi pretesa di validità generale. Una teoria fa delle generalizzazioni a partire da alcune osservazioni e consiste di un insieme coerente e legato di relazioni fra proposizioni generali.
Una teoria deve contenere un qualche elemento che possa essere verificato: per esempio, si può teorizzare che una mela cadrà se lasciata sospesa a mezz'aria, e quindi procedere con l'esperimento per vedere cosa succede. Molti scienziati, ma non tutti, sostengono che le credenze religiose non sono verificabili, quindi non sono teorie, perché sono materia di fede.
Secondo Stephen Hawking, che ne parla nel suo libro Dal big bang ai buchi neri. Breve storia del tempo, "una teoria è una buona teoria se soddisfa due condizioni: deve descrivere accuratamente un'estesa serie di osservazioni sulla base di un modello che contiene solo pochi elementi arbitrari, e deve fare predizioni precise riguardo ai risultati di osservazioni future". Egli prosegue dicendo: "... tutte le teorie fisiche sono provvisorie, nel senso che sono solo ipotesi: non possono essere mai completamente provate. Non importa quante volte i risultati di un esperimento sono in accordo con una teoria, non si può mai essere completamente sicuri che la prossima volta i risultati non saranno in contraddizione con la teoria. D'altra parte, si può smentire una teoria con una sola osservazione che sia in contrasto con le predizioni della teoria".
Nel processo di verifica e di aggiornamento dei modelli si affina la descrizione
perfezionando i modelli e si confrontano e si connettono le diverse leggi relative a
fenomeni simili, costruendo gradualmente una rete di connessioni che, da un lato,
rafforza la struttura del nostro sapere e, dall'altro, porta a mettere in luce quei concetti
fondamentali dai quali è possibile dedurre, con i metodi della logica e della
matematica, l'intera rete delle leggi relative a un dato ambito di studio; si costruiscono
così le teorie.

### Tipi di teoria
Ci sono due tipi di teorie: una supposizione non basata sulle osservazioni è conosciuta come congettura, mentre se è basata su delle osservazioni è un'ipotesi. La maggior parte delle teorie iniziano come ipotesi, ma molte ipotesi risultano false e non diventano teorie.
Una teoria è diversa da un 
teorema. La prima è un modello di eventi fisici, e non può essere provata a partire da assiomi di base. Il secondo è un'affermazione matematica che segue logicamente da un insieme di assiomi. Una teoria è, inoltre, differente da una legge fisica nel senso che la prima è un modello della realtà, mentre la seconda è una descrizione di ciò che si osserva.
Le teorie vengono accettate quando sono in grado di fare predizioni sperimentali corrette ed evitare quelle sbagliate, che rappresentano dunque la sua validazione o meno. In generale possono esistere più teorie in grado di spiegare o interpretare in maniera coerente un determinato fenomeno, ma solo una di queste risulterà corretta alla luce della sua validazione sperimentale. Le teorie semplici e matematicamente eleganti tendono ad essere più considerate di quelle complesse (Rasoio di Occam). Le teorie che collegano tra loro un vasto assieme di fenomeni apparentemente slegati sono prese in considerazione più facilmente. Il processo di accettazione di una teoria, o di estensione di una teoria esistente, è parte del metodo scientifico.
Le teorie si fondano su un numero limitato di leggi fondamentali, o principi, che devono costituire un insieme completo e sufficiente per la deduzione puramente matematica delle leggi, incluse quelle che sono ricavate inizialmente in maniera puramente empirica, dalle sole analisi e correlazione dei dati osservazionali.
Le teorie non sono quindi costruzioni astratte ma si appoggiano fortemente sull'osservazione e con l'osservazione devono venire validate, in particolare controllando le previsioni che esse consentono di fare. È profondamente sbagliato pensare alle teorie come a costruzioni avulse dalla realtà dell'osservazione e a questa contrapposte: in fisica si sviluppa una conoscenza empirica, non teorie metafisiche.
Basta una sola previsione non verificata per richiedere una profonda revisione, se non l'abbandono di una teoria. Cosa che si è verificata diverse volte nella storia della fisica, anche a livello globale, per esempio in seguito all'introduzione della teoria della relatività generale.

## Teorie scientifiche
Una teoria scientifica è un modello o un insieme di modelli che spiegano i dati osservativi a disposizione e che offrono predizioni che possono essere verificate. Nella scienza, una teoria non può essere mai completamente provata, perché non è possibile assumere che conosciamo tutto ciò che c'è da conoscere (compresi eventuali elementi che potrebbero screditarla, pertanto si dice che una teoria scientifica è sempre falsificabile). Invece, le teorie che spiegano le osservazioni vengono accettate finché un'altra osservazione non è in disaccordo con esse. In tal caso, la teoria incriminata viene modificata per ricomprendere le nuove osservazioni, oppure rigettata e sostituita con una teoria in grado di spiegare tutte le osservazioni.
Esempi di teorie che sono state rigettate sono l'evoluzione lamarckiana e la teoria geocentrica dell'Universo. Le osservazioni sono state sufficienti per dichiararle false, e teorie migliori hanno preso il loro posto. Un esempio di teoria che è stata modificata è la relatività galileiana, estesa da Einstein nel 1905 per includere il principio di costanza della velocità della luce in tutti i sistemi di riferimento inerziali.

### Peculiarità delle teorie scientifiche
La parola teoria indica che i modelli si fondano su assunti e postulati, elementi presi per veri senza dimostrazione. Una teoria resta un insieme di descrizioni e modelli che hanno una solida base empirica, e cioè:
- parsimonia, cioè l'utilizzo del minor numero di ipotesi per spiegare un fenomeno (il cosiddetto rasoio di Occam);
- consistenza, cioè la mancanza di contraddizioni logiche e la capacità di spiegare anche i fenomeni precedentemente osservati e spiegati in altro modo;
- pertinenza, cioè la capacità di spiegare il fenomeno osservato;
- testabilità e falsificabilità, cioè la possibilità di testare e confutare la teoria;
- riproducibilità, cioè la capacità di fare previsioni che possano essere testate da ogni osservatore, anche in un futuro indefinito;
- modificabilità e dinamicità, cioè la possibilità di essere modificata in seguito a nuove osservazioni;
- l'assunzione che le precedenti teorie siano approssimazioni, e la possibilità che lo stesso sia detto da una futura teoria;
- l'incertezza di tale teoria, che dunque non assume un valore di verità assoluta.

Solitamente, una teoria che non soddisfi tutti questi criteri non rientra nell'ambito della scienza.

### Classificazione delle teorie in base al livello di prova
Le teorie scientifiche possono essere classificate in sei gruppi in base al livello di prova:
1. teorie con prova assoluta appartenente all'ambito teorico o formale;
2. teorie che si possono confrontare con la realtà, possono avere un modello matematico e essere oggetto di esperimenti riproducibili. Ne sono è un esempio le teorie dell'ambito della fisica (come la meccanica, l'elettricità, all'elettromagnetismo) e della chimica;
3. teorie che possono essere confrontate con la realtà, che sono modellizzabili matematicamente ma non sperimentabili. Includono la cosmologia, la climatologia e l'econometria;
4. teorie che si possono confrontare con la realtà, che sono sperimentabili ma non modellizzabili. Includono la fisiologia, la farmacologia e la biologia;
5. teorie che si possono confrontare con la realtà, ma che non sono né modellizzabili matematicamente né sperimentabili. Includono la teoria dell'evoluzione di Darwin, numerose questioni della paleontologia (come ad esempio l'estinzione dei dinosauri, la scomparsa dell'uomo di Neanderthal), l'origine della vita e la provenienza dell'acqua sulla Terra, la formazione della Luna;
6. teorie che non si possono confrontare con la realtà, che non sono modellizzabili né sperimentabili. Includono la teoria del multiverso e degli universi paralleli che non producono alcuna implicazione osservabile, rimangono assolutamente ipotetiche e si collocano ad un livello di prova inesistente.

## Matematica
In matematica, il termine "teoria" è utilizzato in genere informalmente per indicare certi ambiti della conoscenza matematica. Di solito tali ambiti comprendono assiomi, definizioni, teoremi e tecniche computazionali correlati tra di loro dal punto di vista concettuale e di tradizione. Alcuni tipici esempi sono la teoria dei gruppi, la teoria degli insiemi, la teoria dei grafi, la teoria dei campi.
Tuttavia, il termine ha anche un significato specifico nell'ambito della logica matematica e della teoria dei modelli. Si dice teoria in tale senso un insieme di enunciati in un dato linguaggio formale che è chiuso rispetto a determinate regole di inferenza. In particolare, una teoria assiomatica consiste in assiomi (e/o schemi di assiomi) e regole di inferenza. Si dice teorema un enunciato derivabile dagli assiomi dati tramite le regole di inferenza.
Alcune di tali teorie provengono dalla modellizzazione di fenomeni osservati, e i teoremi che si riesce a dimostrare forniscono soluzioni a problemi reali. Esempi evidenti ne sono l'aritmetica (che formalizza il concetto di numero), la geometria (concetto di spazio) e la probabilità (concetti di casualità ed aspettativa).
Il teorema di incompletezza di Gödel dimostra che non esiste nessuna teoria consistente e ricorsivamente enumerabile sufficientemente potente da formalizzare il concetto di numeri naturali e capace di dimostrare la verità o falsità di qualsiasi enunciato nel proprio linguaggio. Questo significa che alcuni ambiti del sapere non possono essere formalizzati completamente come teorie matematiche. Ciononostante, questo limite non impedisce affatto l'impostazione di teorie matematiche che formalizzano grosse fette della conoscenza scientifica.

## Altri campi
Il termine "teoria" non è utilizzato solo nelle scienze, ma in ogni campo di studio e ricerca, dalla filosofia alla musicologia alla storia della letteratura.
Sfortunatamente, l'uso del termine non è definito con esattezza e si presta a sfumature notevoli di significato; per esempio, con teoria si può intendere un ambito di ricerca consolidato così come un'ipotesi o una congettura interessante ma tutto sommato priva di reali argomenti a favore (questo è, ad esempio, ciò che molti rinfacciano ai sostenitori della teoria delle stringhe o più in generale delle cosiddette teorie del tutto).
Alcuni esempi di ambiti non scientifici in cui si utilizza il termine "teoria" sono la religione ed alcune pseudoscienze come l'astrologia e l'omeopatia.
"Teoria" ha inoltre un significato letterale utilizzato nella descrizione in ambito della storia del tessuto e del costume, andato attualmente in disuso: corteo; fila, processione: una lunga teoria di automobili. Sinonimi: sfilata, filza, sfilza.